# العلاقات الأندورية المصرية
العلاقات الأندورية المصرية هي العلاقات الثنائية التي تجمع بين أندورا ومصر.

## مقارنة بين البلدين
هذه مقارنة عامة ومرجعية للدولتين:
| وجه المقارنة                                              | أندورا                                                     | مصر           |
| --------------------------------------------------------- | ---------------------------------------------------------- | ------------- |
| المساحة (كم2)                                             | 468                                                        | 1.01 مليون    |
| عدد السكان (نسمة)                                         | 76.18 ألف                                                  | 94.80 مليون   |
| الكثافة السكانية (ن./كم²)                                 | 16.28 ألف                                                  | 93.86         |
| العاصمة                                                   | أندورا لا فيلا                                             | القاهرة       |
| اللغة الرسمية                                             | اللغة الكتالونية                                           | اللغة العربية |
| العملة                                                    | يورو                                                       | جنيه مصري     |
| الناتج المحلي الإجمالي (بليون دولار)                      | 3.01 مليار                                                 | 235.37 مليار  |
| الناتج المحلي الإجمالي (تعادل القوة الشرائية) بليون دولار |                                                            | 998.67 مليار  |
| الناتج المحلي الإجمالي الاسمي للفرد دولار أمريكي          |                                                            | 3.61 ألف      |
| الناتج المحلي الإجمالي للفرد دولار أمريكي                 |                                                            |               |
| مؤشر التنمية البشرية                                      | 0.858                                                      | 0.690         |
| رمز المكالمات الدولي                                      | +376                                                       | +20           |
| رمز الإنترنت                                              | .ad                                                        | .eg، .مصر     |
| المنطقة الزمنية                                           | ت ع م+01:00، توقيت وسط أوروبا، ت ع م+02:00، أوروبا/أندورا ‏ | ت ع م+02:00   |

## منظمات دولية مشتركة
يشترك البلدان في عضوية مجموعة من المنظمات الدولية، منها:
| علم المنظمة | اسم المنظمة                   | تاريخ انضمام أندورا | تاريخ انضمام مصر |
| ----------- | ----------------------------- | ------------------- | ---------------- |
|             | الاتحاد الدولي للاتصالات      | 12 نوفمبر 1993      | 9 ديسمبر 1876    |
|             | يونسكو                        | 20 أكتوبر 1993      | 22 يناير 1947    |
|             | منظمة الشرطة الجنائية الدولية | ?                   | 7 سبتمبر 1923    |
|             | الأمم المتحدة                 | 28 يوليو 1993       | 24 أكتوبر 1945   |

## وصلات خارجية
- موقع وزارة الخارجية الأندورية
- موقع وزارة الخارجية المصرية